# Sint-Niklaaskerk (Keiem)

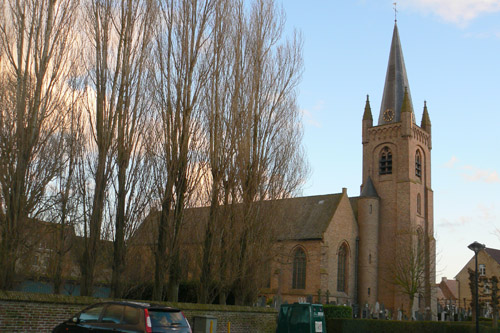
Sint-Niklaaskerk

De Sint-Niklaaskerk is de parochiekerk van het tot de West-Vlaamse gemeente Diksmuide behorende dorp Keiem, gelegen aan Keiemdorpstraat 83.

## Geschiedenis
In de loop van de 13e eeuw splitste de parochie van Keiem zich af van die van Vladslo. In de 14e eeuw zou een relikwie van de Heilige Nicolaas naar Keiem zijn gebracht. In 1488 werd de kerk, tijdens de Vlaamse Opstand tegen Maximiliaan, door troepen van de laatste in brand gestoken. Ook de godsdiensttwisten, einde 16e eeuw, hebben hun sporen nagelaten. Daarna werd de kerk hersteld, waar onder meer het jaartal 1615 in de koorsluiting op wees. In 1640 was een driebeukige hallenkerk ontstaan met voorgeplaatste laatgotische westtoren en vlakke koorafsluiting. In 1731 werd de, bouwvallige, zuidelijke zijbeuk gesloopt.
Op 18 oktober 1914 werd de kerktoren door Belgische troepen opgeblazen, en de daaropvolgende oorlogshandelingen leidden tot verwoesting van de kerk.
In de jaren '20 van de 20e eeuw werd de kerk in historiserende stijl herbouwd, naar ontwerp van Théodore Raison.

## Gebouw
Het betreft een bakstenen bouwwerk in neogotische stijl, bestaande uit een driebeukige hallenkerk met voorgebouwde toren op vierkante plattegrond, van vier geledingen en met steunberen, voorzien van vier hoektorentjes en geflankeerd door een ronde traptoren. Het meubilair is voornamelijk neogotisch uit de tijd van de herbouw. Een Sint-Niklaasbeeld is van 1771.
De kerk wordt omgeven door een kerkhof.